# Consejo Supremo de Guerra (España)

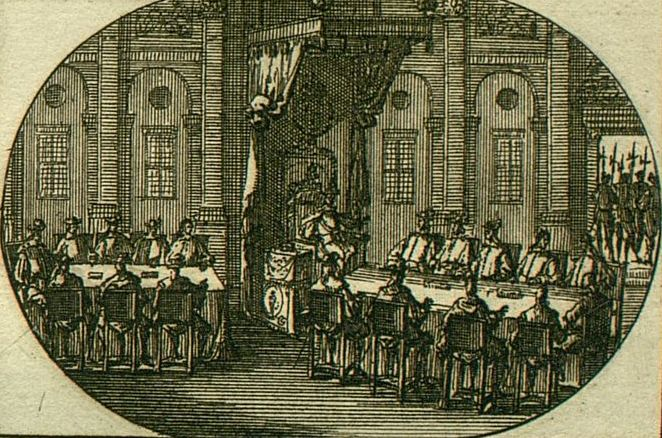
El Consejo de Guerra en una representación idealizada a principios del.

El Consejo Supremo de Guerra era el organismo de gobernación encargado de las cuestiones militares y navales en la monarquía hispánica, dentro del régimen polisinodial.

## Historia
El Consejo de Guerra tiene orígenes en los inicios del siglo XVI, en paralelo a la formación del Consejo de Estado. En este momento inicial hay quién considera que el Consejo de Guerra era únicamente una parte del Consejo de Estado.

## Descripción
Su ámbito de actuación afectaba al total de la Monarquía actuando, en la práctica, en todos los territorios donde había tropas españolas. Su función principal estaba enfocada a la defensa de la Península y de los presidios de África y las islas del Mediterráneo y el Atlántico. Se ocupaba de los temas administrativos de la guerra, pero no de las cuestiones tácticas o estratégicas.
Sin número fijo, formaban parte de este Consejo los consejeros de Estado y otros consejeros expertos en asuntos militares, tanto los nombramientos, como los pertrechos, fronteras, contrabando, hospitales y la justicia militar para los asuntos de fuero propio militar. El rey de España era quién presidía el consejo, aunque esto no significaba que estuviera presente en todas sus sesiones.
Componían el Consejo Supremo de Guerra: 
- La Junta de Armadas (encargada de la fábrica de armadas y de navíos: tonelaje y oficiales, conservación y bastimentos, artillería naval, municiones...);
- La Junta de Galeras (fábrica, provisiones y pertrechos de ellas);
- La Junta de Presidios (conservación, guarnición, provisión, pertrechos y municiones; conducción de los condenados);
- El Capitán General de la Artillería.
- El Comisario General de Infantería y Caballería.
- La Secretaría de Mar.
- La Secretaría de Tierra.